# Вјачеслав Тиличејев
Вјачеслав Сергејевић Тиличејев (рус. Вячеслав Сергеевич Тиличеев; Краснојарск, 17. јул 1994)  је руски шахиста који данас представља Србију. Звање велемајстора добио је у фебруару 2020. Његов највиши класични рејтинг је 2540.

## Шаховска каријера
1998. Вјачеславова мајка га је одвела у техничку школу за дечаке, где су се часови шаха одржавали 20 минута недељно. Током таквих часова, приметио га је Александар Ивановић Носков, који је постао Вјачеславов први тренер. Од 2003. до 2010. Вјачеслава Тиличејева је тренирала Јекатерина Убијеник. У периоду од 2007. до 2008. Вјачелава су тренирали још и Валериј Чехов и Сергеј Архипов. Од марта 2014. живи у Бугарској, али наставља да се такмичи под заставом Руске Федерације.
2020. Тиличејев је освојио 42. Меморијал Георгија Трингова у тај-брејку од Мартина Петрова, Цветана Стојанова и Белославе Крастеве.
Од маја 2023. Тиличејев наступа за Србију.

## Запажене партије
- Победа против Владислава Артемјева: Тиличејев против Артемјева, Европски Рапид (2018)[мртва веза], Одбрана Гринфелда (Д91), 1-0
- Победа против Евгенија Глејзерова: Глејзеров против Тиличејева, Међународно отворено првенство Кипра (2019)[мртва веза], Бенонијева одбрана (А62), 0-1